# Hulajpołe (obwód dniepropetrowski)
Hulajpołe (ukr. Гуляйполе) – wieś na Ukrainie, w obwodzie dniepropetrowskim, w rejonie kamieńskim, w hromadzie Zatyszne, nad Bazawłukiem. W 2001 roku liczyła 1177 mieszkańców.